# Schnecke (Uhr)

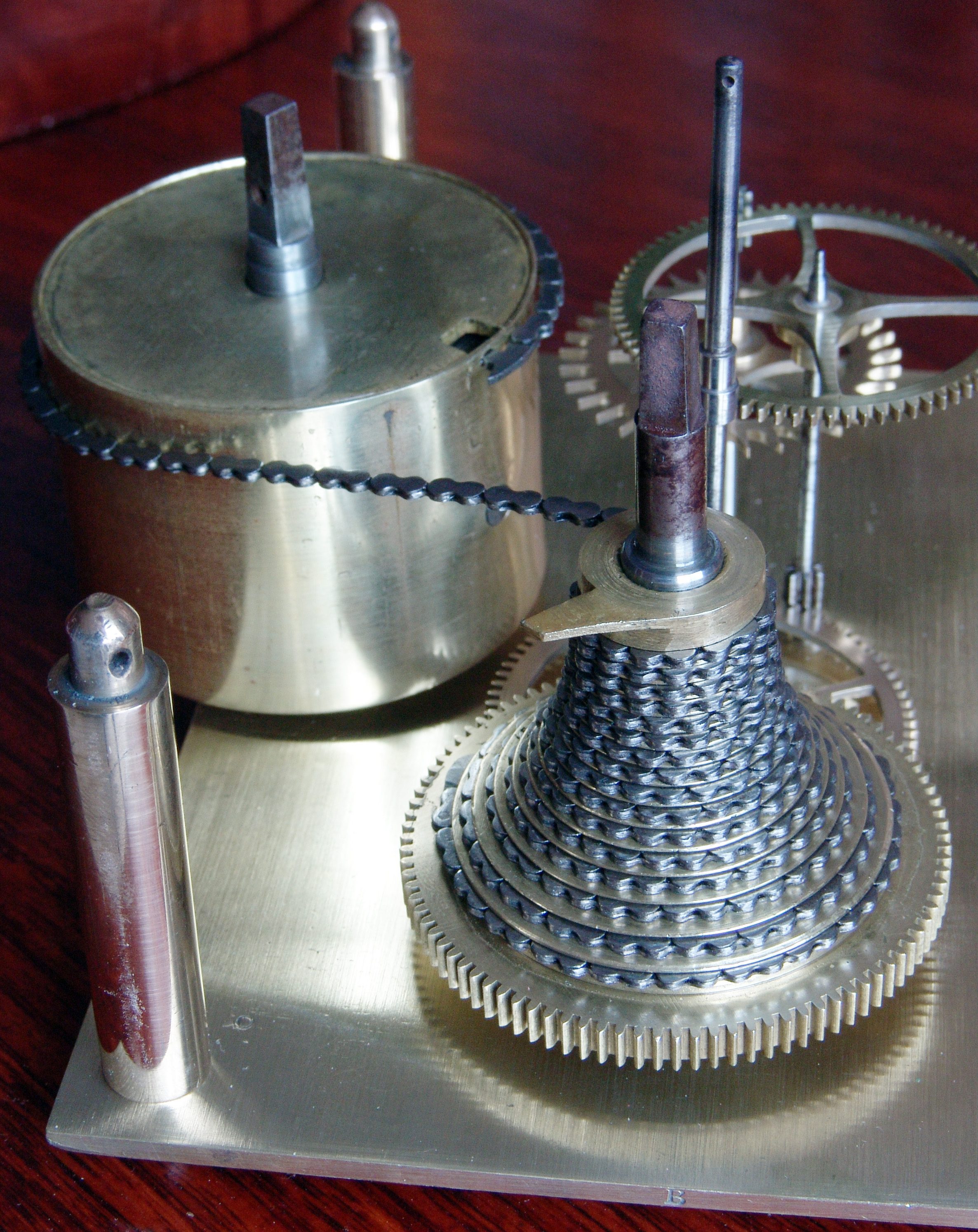
Mechanisches Uhrwerk mit Schnecke und Kette zwischen Federwerk (links) und Gehwerk (rechts hinten); am dicken Ende der Schnecke befindet sich das Antriebszahnrad für das Gehwerk

Eine Schnecke ist bei mechanischen Uhren mit Federwerk eine kegelförmige Walze mit spiralförmiger Nut, auf der ein Zugmittel (Saite, Kette o. ä.) aufgewickelt ist, das die Antriebskraft vom Federwerk aufs Gehwerk überträgt. Dies dient dazu, das Antriebsmoment für die Uhr möglichst konstant, unabhängig von der Federspannung, zu halten.

## Funktion
Die Schnecke ist achsparallel zwischen das Federwerk und das Gehwerk montiert. Sie ist von ihrem angebauten Zahnrad aus der direkte Antrieb des Gehwerks. Das ablaufende Federwerk dreht die Schnecke, indem es das Zugmittel von ihr ab- und auf seinen Außenzylinder (konstanter Durchmesser rF) aufwickelt. Das Abwickeln erfolgt anfänglich vom kleinen Durchmesser der Schnecke (rS). Danach steigt der Abwickeldurchmesser an, so dass das langsam abnehmende Abtriebs-Drehmoment vom Federhaus (MF) auf ein annähernd konstantes Antriebs-Drehmoment für die Schnecke (MS) übersetzt wird, um das Gehwerk durchgehend annähernd gleich stark anzutreiben.
Die Ablaufgeschwindigkeit des Federwerks (ωF) erhöht sich proportional mit größer werdendem Wickelradius der Schnecke (rS), denn die Antriebsleistung (P) soll konstant bleiben, um den Fehler auf die Laufgeschwindigkeit des Drehwerks (ωS) klein zu halten.
- P = ω · M ;  M = r · Z ; Z=Zugmittel-Kraft
- P = ωF · rF · Z = ωS · rS · Z
- ωF =  ωS  ·  rS · Z / (rF · Z)

Konstant sind ωS und rF.
- ωF  ~   rS.

## Geschichte
Die Spindeluhren waren prinzipiell ungenauer als die nachfolgenden Uhren mit schwingendem Gangregler. Uhren mit Federwerk waren wegen der beim Ablauf stark veränderlichen Federkraft besonders im Nachteil.
Die kompensierende Lösung mit Hilfe einer zwischengesetzten Schnecke gab es schon am Anfang des 15. Jahrhunderts, zunächst mit einer Darmsaite, später mit einer Kette. Bei einigen neueren Tischuhren ist anstelle der Kette auch ein biegsames Stahlband eingebaut.
Bemühungen, den optimalen Querschnitt der Schnecke zu berechnen (erste Versuche von Pierre de Varignon, 1702) schlugen fehl, erst vor wenigen Jahrzehnten konnte das Problem schlüssig gelöst werden. Vorher versuchten die Uhrmacher, die günstigste Form empirisch zu finden.
Bei Taschenuhren waren die Kettenglieder äußerst fein. Auf 12 cm Kettenlänge gingen bis zu 800 Glieder.